# میل نهایی به پس‌انداز
میل نهایی به پس‌انداز (به انگلیسی: Marginal propensity to save؛ مخفف: MPS) یه بخشی از افزایش درآمد اشاره دارد که خرج نشده و در عوض پس‌انداز می‌شود. در حقیقت شیب نمودار پس‌انداز-درآمد است. برای مثال، اگر درآمد یک خانوار یک دلارافزایش داشته و میل نهایی به پس‌انداز ۰٫۳۵ باشد، خانوار از آن یک دلار، ۶۵ سنت خرج و ۳۵ سنت پس‌انداز خواهد کرد.
میل نهایی به پس‌انداز نقش محوری در اقتصاد کینزی ایفا می‌کند، زیرا رابطهٔ پس‌انداز-درآمد را که روی دیگر سکهٔ رابطهٔ مصرف-درآمد است، معلوم کرده و طبق گفتهٔ کینز، قانون اساسی روان‌شناسی را منعکس می‌کند. میل نهایی به پس‌انداز همچنین یک متغیر کلیدی در تعیین مقدار ضریب فزاینده است.